# ديفيد شارب (دراج)
ديفيد شارب (بالإنجليزية: David Sharp)‏ هو دراج أمريكي، ولد في 16 يوليو 1941 في إنديانابوليس في الولايات المتحدة.

## وصلات خارجية
- دايفيد شارب على موقع أوليمبيديا (الإنجليزية)